# Spirou sur le ring
Spirou sur le ring de son titre original Sur le ring est la vingt-sixième histoire de la série Spirou et Fantasio d'André Franquin. Elle est publiée pour la première fois dans Spirou du no 541 au no 566.